# Вест Елгин (Онтарио)
Вест Елгин (енгл. West Elgin) је општина у Канади у покрајини Онтарио. Према резултатима пописа 2011. у општини је живело 5.157 становника.

## Становништво
Према резултатима пописа становништва из 2011. у граду је живело 5.157 становника, што је за 3,6% мање у односу на попис из 2006. када је регистровано 5.349 житеља.
| 2006. | 2011. |
| ----- | ----- |
| 5.349 | 5.157 |